# 厚谷襄児
厚谷 襄児（あつや じょうじ、1934年（昭和9年）6月6日 - ）は、日本の公取官僚、法学者（経済法・独占禁止法）。北海道大学名誉教授。弁護士。2004年瑞宝重光章受章。函館市生まれ。

## 経歴
- 1953年（昭和28年）3月 - 北海道函館東高等学校卒業
- 1957年（昭和32年）3月 - 東北大学法学部卒業
- 1957年（昭和32年）4月 - 函館市勤務
- 1958年（昭和33年）4月 - 公正取引委員会事務局勤務
- 公正取引委員会事務局官房総務課課長補佐
- 公正取引委員会事務局経済部団体課長
- 公正取引委員会事務局官房庶務課長
- 公正取引委員会事務局経済部調整課長
- 公正取引委員会事務局官房総務課長
- 1984年（昭和59年）7月 - 公正取引委員会経済部長
- 1987年（昭和62年）7月 - 公正取引委員会事務局長
- 1990年（平成2年）3月1日 - 退官
- 1990年（平成2年）3月3日 - 北海道大学法学部教授
- 1992年（平成4年）12月15日 - 北海道大学法学部長・法学研究科長
- 1998年（平成10年）3月31日 - 退官
- 1998年（平成10年） - 帝京大学法学部教授
- 1998年（平成10年） - 北海道大学名誉教授
- 1998年（平成10年） - 弁護士登録（第二東京弁護士会）
- 1999年（平成11年）4月 - 愛媛大学法学部非常勤講師　（～平成12年）
- 2001年（平成13年）4月 - 愛媛大学文学部非常勤講師　（～平成14年）
- 2003年（平成15年）- 放送大学客員教授（‐2008年）
- 2003年（平成15年）4月 - 愛媛法文学部非常勤講師　（～平成16年）
- 2004年（平成16年）- 瑞宝重光章を受章
- 2010年  高知工科大学客員教授（- 2014年）

## 編著書
- 『独占禁止法の基礎』 ISBN 978-4417004349
- 『独禁法審決・判例百選』 ISBN 978-4641114616
- 『条解 独占禁止法』ISBN 9784335351747
- 『新現代経済法入門』 ISBN 978-4589029164
- 『独占禁止法論集』 ISBN 978-4641044906
- 『教材 解説独占禁止法』 ISBN 978-4335352270
- 『独占禁止法入門』 ISBN 978-4532110871
- 『経済法』 ISBN 978-4595237270